# Açma

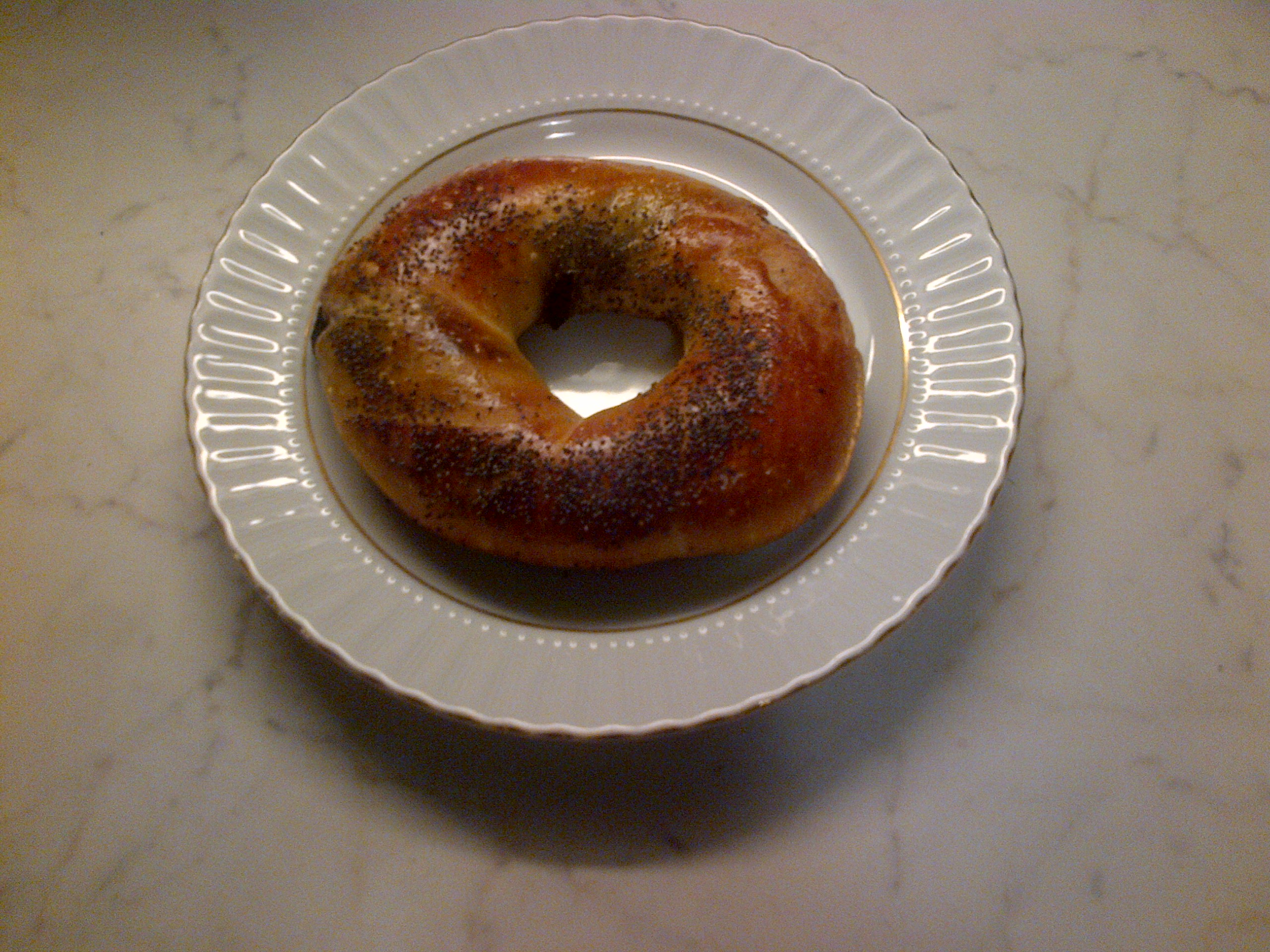
Açma amb olives, generalment farcida amb zeytin ezmesi, a Ankara, Turquia.

L'Açma (pronunciat atxmá en català) és un pa de la cuina turca, similar en forma al simit i en sabor al boyoz i a la poğaça. La massa d'açma es fa amb llevat i ha de ser molt suau. L'açma gairebé sempre és decorat amb llavors de çörekotu (pebreta) o de vegades de nigella. Açma és tant un menjar de carrer com un element d'esmorzar o per menjar juntament amb el te turc.